# Ozodiceromya mexicana
Ozodiceromya mexicana är en tvåvingeart som beskrevs av Jacques-Marie-Frangile Bigot 1889. Ozodiceromya mexicana ingår i släktet Ozodiceromya och familjen stilettflugor. Inga underarter finns listade i Catalogue of Life.